# Kishídvég
Kishídvég (ukránul: Пасіка) falu Ukrajnában, a Kárpátalján, a Munkácsi járásban.

## Fekvése
Szolyvától nyugatra fekvő település.

## Nevének eredete
A Paszika helységnév ruszin eredetű, a ruszin~ukrán пасіка~пасeка ’vágáspuszta, irtás’ főnévből származik.  A falu erdei tisztáson jött létre. Lehoczky a településnevet víznévből magyarázza: „Nevét vette a hasonló nevű folyótól, amely határában folyik’ A dűlő-és a víznév közül azonban a dűlőnév az elsődleges.

## Története
Nevét 1600-ban említette először oklevél Paszika néven (Dezső 264).
Későbbi névváltozatai: 1630-ban Pasika (Conscr. Port.), 1645-ben Paszika, 1773-ban Paszika, Pasika, 1808-ban Paszika, Paseka, Pasyka, 1851-ben Pászika, 1913-ban Kishidvég (Hnt.), 1925-ben Pasika (ComBer. 125-6), 1944-ben Paszika, Пасъка
(Hnt.), 1983-ban Пасіка, Пасeка(ZO).
A falu Paszika nevét 1904-ben, az országos helységnévrendezés során Kishídvég-re változtatták.
A trianoni békeszerződés előtt Bereg vármegye Szolyvai járásához tartozott.
1910-ben 771 lakosából 94 magyar, 85 német, 588 ruszin volt. Ebből 40 római katolikus, 627 görögkatolikus, 72 izraelita volt.